# Alfatar (huyện)
Alfatar là một huyện thuộc tỉnh Silistra, Bungaria. Dân số thời điểm năm 2001 là 3990 người.